# Merkem
Merkem est une section de la commune belge de Houthulst située en Région flamande dans la province de Flandre-Occidentale. C'était une commune à part entière avant la fusion des communes de 1977.

## Démographie

### Évolution démographique
- Sources : INS, Rem. : 1831 jusqu'en 1970 = recensements, 1976 = nombre d'habitants au 31 décembre[2].

## Histoire
En avril 1918, une importante offensive allemande est arrêtée à Merkem, au nord, par les troupes belges, et aux monts de Flandre par les Britanniques et les Français.